# Congregazione dell'Indice dei libri proibiti
La Congregazione dell'Indice dei libri proibiti (Congregatio pro Indice Librorum Prohibitorum) è stata un organismo della Curia romana, oggi soppresso. Venne creata nel 1571 da Pio V con la funzione di gestire l'elenco dei libri proibiti: una competenza prima attribuita all'Inquisizione che fu esercitata da questo nuovo dicastero fino alla sua soppressione nel 1917, quando Benedetto XV trasferì nuovamente la competenza al Sant'Uffizio.

## Storia
Il 30 dicembre 1558 papa Paolo IV (1555-1559) rese noto un elenco dei libri e degli autori proibiti, detto "Indice Paolino". L'indice conteneva le opere pubblicate in Europa da autori considerati eretici o la cui lettura poteva allontanare il cattolico dalla vera fede. Tale elenco fu redatto da una speciale sezione della Congregazione della Santa Inquisizione, chiamata Censura Librorum.
Durante il pontificato di papa Pio IV (1559-1565) si aprì l'ultima fase del Concilio di Trento. Nella XXV e ultima sessione (inaugurata nel 1562) fu deciso di revisionare l'indice e di affidarlo ad una specifica congregazione che se ne potesse occupare a tempo pieno. 
Il successore Pio V (1566-1572) creò la Congregazione dell'Indice con la costituzione In apostolicae (4 aprile 1571), confermata dal suo successore Gregorio XIII con la costituzione Ut pestiferarum opinionum (13 settembre 1572). La funzione di gestire l'elenco dei libri proibiti fu sottratta all'Inquisizione e conferita al nuovo organismo, con l'incarico di aggiornarlo periodicamente. 
I compiti della Congregazione erano i seguenti: valutare tutti i libri di recente (e meno recente) pubblicazione; redigere di volta in volta un Indice dei libri proibiti; sorvegliarne l'applicazione.
La Congregazione era composta da un gruppo di cardinali, il cui numero variava da 5 a 7, e da un gruppo di consultori il cui numero era variabile. Gregorio XIII (1572-1585) confermò, con la costituzione Ut pestiferarum opinionum del 13 settembre 1572, quanto creato da Pio V. Sisto V, nella costituzione Immensa aeterni Dei (22 gennaio 1588) la collocò al settimo posto nel nuovo ordinamento della Curia romana.
Il controllo della stampa fu dapprima severo: un'opera veniva proibita anche se conteneva errori in un solo capitolo. Dopo il 1588 (la costituzione di Sisto V) la rigidità si allentò: i testi che contenevano errori solo in una parte erano ammessi alla pubblicazione, purché quella specifica parte fosse cancellata. Il compito di effettuare la modifica spettava ai tipografi, che solo a lavoro finito ricevevano l'imprimatur dall'autorità ecclesiastica. 
Nel XVIII secolo Benedetto XIV introdusse l'obbligo del silenzio per i membri della congregazione, sancito da un giuramento (costituzione Sollicita ac provida, 9 luglio 1753). Ciò significò che essi non erano tenuti a spiegare pubblicamente le ragioni delle condanne. Inoltre assegnò ai vescovi compiti di vigilanza sulle opere (dato il numero consistente di nuove pubblicazioni immesse sul mercato librario).
Alla fine del XIX secolo Leone XIII riordinò la materia giuridica alla base del lavoro della Congregazione
(costituzione Officiorum ac munerum del 25 gennaio 1897); Pio X sottrasse alla Congregazione il potere di comminare pene agli autori posti all'Indice trasferendolo ai tribunali competenti.
La Congregazione dell'Indice venne soppressa da Benedetto XV col motu proprio Alloquentes proxime del 25 marzo 1917. I compiti svolti dall'organismo tornarono all'Inquisizione (dal 1908 rinominata Sant'Uffizio), presso la quale fu istituita la sezione de censura librorum (composta da un sostituto con funzioni di archivista e da un protocollista-scrittore).
Nel 1998 gli archivi storici del Sant'Uffizio e dell'Indice sono stati aperti, dando la possibilità agli studiosi di ricostruire l'intero passato della congregazione.
A partire dall'anno 2000 è in corso un progetto di ricerca sulla documentazione acquisita dalla congregazione dell'Indice dei libri proibiti dopo la pubblicazione dell'Index librorum prohibitorum nel 1596.

## Cronotassi dei prefetti

### XVI secolo
- Cardinale Arcangelo de' Bianchi, O.P. (13 settembre 1572 – 18 gennaio 1580 deceduto)
- Cardinale Guglielmo Sirleto (post 18 gennaio 1580 – 6 ottobre 1585 deceduto)
  - La Congregazione fu de facto sospesa poco dopo l'elezione di papa Sisto V, che ne era stato membro da cardinale, per un anno e mezzo; la sua attività fu rinnovata nel febbraio 1587.
- Cardinale Marcantonio Colonna (8 febbraio 1587 – 13 marzo 1597 deceduto)
- Cardinale Philippe de Lénoncourt (1588 – 13 dicembre 1592 deceduto)[7]
- Cardinale Agostino Valier (post 13 marzo 1597 – 1603 dimesso)

### XVII secolo
- Cardinale Girolamo Bernerio, O.P. (1603 – 5 agosto 1611 deceduto)
- Cardinale Paolo Emilio Sfondrati (post 5 agosto 1611 – 14 febbraio 1618 deceduto)
- Cardinale San Roberto Bellarmino, S.I. (post 14 febbraio 1618 – febbraio 1621 dimesso)
- Cardinale Bonifazio Bevilacqua Aldobrandini (febbraio/marzo 1621 – 1622 dimesso)
- Cardinale Maffeo Barberini (1622 – 6 agosto 1623 eletto papa con il nome di Urbano VIII)
- Cardinale Giovanni Garzia Mellini (post 6 agosto 1623 – 1626 dimesso)
- Cardinale Carlo Emmanuele Pio di Savoia (1626 – 1º giugno 1641 deceduto)
- Cardinale Luigi Caetani (post 1º giugno 1641 – 15 aprile 1642 deceduto)
- Cardinale Bernardino Spada (post 15 aprile 1642 – 10 novembre 1661 deceduto)
- Cardinale Marzio Ginetti (post 10 novembre 1661 – 1º marzo 1671 deceduto)
- Cardinale Paluzzo Paluzzi Altieri degli Albertoni (post 1º marzo 1671 – 29 giugno 1698 deceduto)
- Cardinale Girolamo Casanate (post 29 giugno 1698 – 3 marzo 1700 deceduto)[8]

### XVIII secolo
- Cardinale Tommaso Maria Ferrari, O.P. (post 3 marzo 1700 – 20 agosto 1716 deceduto)
- Cardinale Carlo Agostino Fabroni (novembre 1716 – 19 settembre 1727 deceduto)
- Cardinale Gianantonio Davia (post 19 settembre 1727 – 11 gennaio 1740 deceduto)
- Cardinale Leandro di Porcia, O.S.B.Cas. (post 11 gennaio – 2 giugno 1740 deceduto)
- Cardinale Angelo Maria Querini, O.S.B.Cas. (agosto 1740 – 6 gennaio 1755 deceduto)
- Cardinale Francesco Landi (post 6 gennaio 1755 – 11 febbraio 1757 deceduto)
- Cardinale Antonio Andrea Galli, C.R.L. (post 11 febbraio 1757 – 24 marzo 1767 deceduto)
- Cardinale Benedetto Veterani (aprile 1767 – 12 agosto 1776 deceduto)
- Cardinale Giacinto Sigismondo Gerdil, B. (febbraio 1779 – 27 febbraio 1795 nominato prefetto della Congregazione de Propaganda Fide)
- Cardinale Stefano Borgia (post 27 febbraio 1795 – 16 agosto 1802 nominato prefetto della Congregazione de Propaganda Fide)

### XIX secolo
- Cardinale Michelangelo Luchi, O.S.B.Cas. (18 agosto – 29 settembre 1802 deceduto)
- Cardinale Lorenzo Litta (27 agosto 1803 – 30 giugno 1816 dimesso)
- Cardinale Francesco Fontana, B. (30 giugno 1816 – 24 settembre 1818 nominato prefetto della Congregazione de Propaganda Fide)
- Cardinale Michele Di Pietro (25 settembre 1818 – 2 luglio 1821 deceduto)
- Cardinale Francesco Saverio Castiglioni (14 novembre 1821 – 31 marzo 1829 eletto papa con il nome di Pio VIII)
- Cardinale Pietro Caprano (4 aprile 1829 – 24 febbraio 1834 deceduto)
- Cardinale Giuseppe Sala (21 marzo – 21 novembre 1834 nominato prefetto della Congregazione dei vescovi e regolari)
- Cardinale Giacomo Giustiniani (21 novembre 1834 – 24 febbraio 1843 deceduto)
- Cardinale Angelo Mai (11 marzo 1843 – 21 settembre 1848 nominato prefetto della Congregazione sopra la correzione dei libri della Chiesa orientale)
  - Cardinale Pietro Ostini (21 settembre 1848 – 4 marzo 1849 deceduto; pro-prefetto)
- Cardinale Giacomo Luigi Brignole (7 aprile 1849 – 23 giugno 1853 deceduto)
- Cardinale Girolamo d'Andrea (4 luglio 1853 – 31 luglio 1861 dimesso)
- Cardinale Lodovico Altieri (5 settembre 1861 – 28 dicembre 1864 dimesso)
- Cardinale Antonio Saverio De Luca (28 dicembre 1864 – 15 luglio 1878 nominato vice-cancelliere di Santa Romana Chiesa)
- Cardinale Tommaso Maria Martinelli, O.E.S.A. (15 luglio 1878 – 30 marzo 1888 deceduto)
- Cardinale Placido Maria Schiaffino, O.S.B.Oliv. (6 aprile 1888 – 20 febbraio 1889 nominato bibliotecario di Santa Romana Chiesa)
- Cardinale Camillo Mazzella, S.I. (20 febbraio 1889 – 22 giugno 1893 nominato prefetto della Congregazione degli studi)
- Cardinale Serafino Vannutelli (9 dicembre 1893 – 1º ottobre 1896 nominato pro-prefetto della Congregazione dei vescovi e regolari)
- Cardinale Andreas Steinhuber, S.I. (1º ottobre 1896 – 15 ottobre 1907 deceduto)

### XX secolo
- Cardinale Francesco Segna (13 gennaio 1908 – 4 gennaio 1911 deceduto)
- Cardinale Francesco Salesio Della Volpe (26 gennaio 1911 – 5 novembre 1916 deceduto)

## Cronotassi dei segretari
- Presbitero Raimondo Capizucchi, O.P. (1650 - ?)

...
- Presbitero Gregorio Selleri, O.P. (1707 - 1726 ?)

...
- Tommaso Maria Mancini, O.P. (1807-1819)
- Alessandro Angelico Bardani, O.P. (1819-1832)
- Tommaso Antonino Degola, O.P. (1832-1849)
- Angelo Vincenzo Modena, O.P. (1849-1870)
- Vincenzo Maria Gatti, O.P. (1870-1872)
- Girolamo Pio Saccheri, O.P. (1872-1889)
- Giacinto Frati, O.P. (1889-1894)
- Marcolino Cicognani, O.P. (1894-1899)

- Vescovo Hermann Joseph Esser, O.P. (1900-1917)

## Assistenti perpetui
La carica di Assistente perpetuo è occupata dal Maestro del sacro palazzo apostolico.